# Typhlops blanfordii
Typhlops blanfordii este o specie de șerpi din genul Typhlops, familia Typhlopidae, descrisă de Boulenger 1889.
Este endemică în Etiopia. Conform Catalogue of Life specia Typhlops blanfordii nu are subspecii cunoscute.